# ضرعاء ثنائية الشكل
ضرعاء ثنائية الشكل (الاسم العلمي:Mammillaria duoformis) هو نوع من النباتات يتبع جنس الضرعاء من الفصيلة الصبارية.